# درنگستوو
درنگستوو (به لهستانی:  Dreństwo) یک روستا در لهستان است که در گمینا بارگووف کوشچیلنه واقع شده‌است.